# 生药
生药（英語：Crude drug，亦称为药材）就一般人的認知即為天然药物，也就是利用自然界三大天然物（植物、动物、矿物）的整体或部分，將其經過简单的加工與合成以后作為醫療用途的叫作生药。比如青黛是茎叶水提液石灰处理后捞取液面泡沫晒干后的团块；阿胶是驴皮煎煮浓缩后的固体胶；芦荟是芦荟叶汁的干燥物；蟾酥是分泌物的干燥品；儿茶是去皮枝、干的干燥煎膏等的藥材。然而，由於現代科學與其他學門導入對天然藥物研究的領域範圍，使得生藥學(pharmacognosy)在世界各國成為解決新疾病的重要顯學，生藥學教育在世界各國的藥學研究體系的新藥開發中更成為不可或缺的一支。根據現代生藥學對生藥的定義分類，生藥可分為古典的狹義定義與現代世界各國通用的廣義定義。

## 狹義的定義
生藥即指生貨原藥之藥材。中國自明代的太醫院即規定「凡天下解納藥材，俱貯本院生藥庫」，「凡太醫院所用藥餌，均由......各地解來生藥製造」；以及清朝太醫院及御藥房的醫事制度中「凡遇內藥房取用藥材，......俱以生藥材交進，由內藥房醫生切造炮製」的規定看，從狹義的定義上確指藥材。在中國人或華人地區的區域習慣將中醫所使用的生藥稱為中藥，而將民間藥稱為草藥，因此有「中草藥」(Chinese herbal medicine)的稱謂。

## 廣義的定義
廣義的生藥定義為：自然界三大自然物，即植物、動物、礦物取其原狀或一部或動植物之抽出物、分泌物、細胞內含物，以生品之原狀或經乾燥等簡單之加工，用於疾病之治療或供為有效成分抽出原料及成為製劑原料者之稱謂。
日本學者大井玄洞於1880年將德文譯稱為「生藥學」，將生藥學所研究的譯稱為「生藥」後，書中謂凡宇宙直接採取之藥物，具有其天然之形狀者或因機械的制法變換其形貌而販賣者，皆謂之生藥，而講求此等科學者，謂之生藥學。日本學者下山順一郎於1890年所著的生藥學序言中說到「生藥學是論述供醫療目的天然產物的學問。」中國學者趙燏黃於1905年留學日本，回國時帶回「生藥學」一詞，其與徐伯鋆合編的《現代本草生藥學》(1933)著作中謂「利用自然界生產物，截取其生產物之有效部分，備用於治療方面者曰藥材。研究藥材上各方面應用之學理，實驗而成一種之獨立科學，曰生藥學。」
現代世界各國藥學界對「生藥」(crude drug)賦予了更嚴謹的學術定義：「所謂生藥乃自然界三大自然物，即植物、動物、礦物取其原狀或一部或動植物之抽出物、分泌物、細胞內含物，以生品之原狀或經乾燥等簡單之加工，用於疾病之治療或供為有效成分抽出之原料及成為製劑原料者之稱謂。」即將藥用資源之天然產物通稱為生藥，而以其為原料製成之製劑就是生藥製劑。而「民間藥」之稱謂則如同西方生藥乃是針對病名或單一症狀，但憑經驗之傳承以期待局部療效者，如劍葉鳳尾草、小飛揚草、金線蓮...等。此外，在生藥分類中因植物性生藥佔其大部，因此將成為生藥之原料植物稱為藥用植物，此中又因草本者居多故一般人將之稱為藥草，其中新鮮之藥草又被稱為「青草藥」（無醫學理論根據）。而基於「漢方醫學理論」所使用之生藥謂之漢方生藥簡稱「漢藥」（日本木村康一教授認為基於「漢方醫學理論」所使用的日本產生藥稱為「和藥」）；基於「西藏醫學理論」所使用的生藥簡稱「藏藥」；基於「印度醫學理論」所使用之生藥簡稱「印藥」......等。